# Aéroport de Londres-Gatwick
L'aéroport international Gatwick (code IATA : LGW • code OACI : EGKK), anciennement aéroport international de Londres-Gatwick est l'aéroport secondaire de Londres (Grand Londres). En 2017, c'est le deuxième plus important aéroport du Royaume-Uni : plus de 45,5 millions de passagers y transitent chaque année.

## Situation
Gatwick est situé dans la commune Crawley soit à 45 km au sud du centre-ville de Londres et à la même distance de Brighton. Il est situé dans le comté de West Sussex.

### Carte des aéroports du Très Grand Londres
| Heathrow Gatwick Stansted Luton City Southend Blackbushe Denham Elstree Fairoaks Farnborough Lydd North Weald Redhill Rochester Stapleford White Waltham Wycombe RAF Northolt Damyns Hall Biggin Hill Oxford Héliport |

### Carte des aéroports commerciaux d'Angleterre
| Birmingham Bournemouth Bristol Doncaster · Sheffield Durham · Tees Valley East Midlands Exeter Humberside Land's · End Leeds-Bradford Liverpool L.-City L.-Gatwick L.-Heathrow L.-Luton L.-Southend L.-Stansted Lydd Manchester Newcastle · Upon Tyne Newquay · Cornouailles Norwich Southampton St Mary des Sorlingues Carlisle Lake |

## Statistiques
Le graphique qui aurait dû être présenté ici ne peut pas être affiché car il utilise l'ancienne extension Graph, désactivée pour des questions de sécurité. Des indications pour créer un nouveau graphique avec la nouvelle extension Chart sont disponibles ici.

Voir la requête brute et les sources sur Wikidata.

## Taille et capacité
Gatwick est le deuxième plus grand aéroport du Royaume-Uni et le 24e du monde quant au trafic (chiffres 2006). Quatre-vingts lignes aériennes offrent des vols en direction de plus de deux cents destinations mondiales. Trente millions de passagers transitent par cet aéroport chaque année et il est prévu de pouvoir en accueillir quarante millions en 2010.
De nombreuses compagnies utilisent cet aéroport en raison des restrictions imposées à l'aéroport d'Heathrow.

## Moyens d'accès
On peut accéder à Gatwick par de multiples moyens de transport :
- Gatwick est relié au réseau d'autoroutes britanniques par l'échangeur no 9 de l'autoroute M23 (en) ;
- une gare, située dans le terminal Sud de l'aéroport, permet de prendre des trains vers de nombreuses villes du Sud-Est de l'Angleterre (plus de 900 départs et arrivées par jour). La gare est reliée directement aux gares de Londres Victoria, London Bridge et King's Cross. Le Gatwick Express relie Londres (Victoria) en trente minutes. Ce train part de la gare de Gatwick toutes les quinze minutes en heures de pointe. Le service Thameslink relie Londres King's Cross en 40 minutes.

## Installations
Gatwick dispose de deux terminaux :

Plan de l'aéroport.

- le South Terminal (Terminal Sud), créé en 1958 et étendu plusieurs fois depuis ;
- le North Terminal (Terminal Nord), dont la construction commence en 1983, ouvert en 1988.

Les deux terminaux sont connectés par le monorail de l'aéroport de Londres Gatwick, entièrement automatisé.
La piste est orientée globalement est/ouest (08/26 en termes aéronautiques) et fait environ 3 300 mètres de long . Londres Gatwick est donc le plus grand aéroport du monde en termes de passagers avec une seule piste effective.
Les deux terminaux offrent une large gamme de services pour les voyageurs : boutiques, restaurants, centres d'affaires, salles de conférence, divertissements…
De nombreuses installations sont accessibles aux personnes à mobilité réduite.
Au total, l'aéroport couvre une surface de 683 ha.

## Compagnies et destinations
Les compagnies aériennes suivantes exploitent des vols réguliers à destination et en provenance de l'aéroport de Gatwick:
| Compagnies                    | Destinations |
| ----------------------------- | --- |
| Aegean Airlines               | Saisonnier: Athènes |
| Air Arabia                    | Tanger |
| Air China                     | Pékin-Capitale, Shanghai-Pudong |
| Air Europa                    | Madrid |
| Air India                     | Ahmedabad, Amritsar, Goa–Mopa, |
| Air Mauritius                 | Maurice |
| Air Peace                     | Lagos, |
| Air Sierra Leone (en)         | Freetown (à partir du 16 juin 2025) |
| Air Transat                   | Toronto-Pearson Saisonnier: Montréal-Trudeau[réf. nécessaire] |
| airBaltic                     | Riga, Tallinn |
| Atlantic Airways              | Saisonnier: Vágar |
| Aurigny                       | Guernesey |
| Azerbaijan Airlines           | Bakou |
| Azores Airlines               | Saisonnier: Ponta Delgada |
| British Airways               | Accra, Agadir, Alger, Alicante, Antigua, Aruba, Bordeaux, Cancún, Dubrovnik, Faro, Funchal, Georgetown–Cheddi Jagan, Glasgow, Gran Canaria, Grenade, Islamabad, Jersey, Kingston–Norman Manley, Lanzarote, Larnaca, Malaga, Malte, Marrakech, Maurice, Nice, Orlando, Palma de Majorque, Porto, Port d'Espagne, Punta Cana, Salzbourg, Séville, Saint-Christophe, Sainte-Lucie–Hewanorra, Tampa, Tenerife–Sud, Tobago, Turin, Vérone Saisonnier: Antalya, Bangkok-Suvarnabhumi, Bari, Cagliari, Cape Town, Catane, Chambéry, Corfou, Dalaman, Fuerteventura, Genève, Grenoble, Heraklion, Ibiza, Innsbruck, Ivalo, Kos, Las Vegas, Lyon, Minorque, Montpellier, New York-JFK, Paphos, Rhodes, Salerne, San José,[réf. nécessaire] Charm el-Cheikh, Thessalonique, Vancouver |
| China Eastern Airlines        | Shanghai-Pudong |
| China Southern Airlines       | Guangzhou (à partir du 20 juin 2025), Zhengzhou, |
| Corendon Airlines             | Saisonnier: Antalya, Héraklion |
| Croatia Airlines              | Saisonnier: Split |
| Delta Air Lines               | Saisonnier: New York-JFK |
| Eastern Airways               | Newquay |
| easyJet                       | Aberdeen, Agadir, Akureyri, Alicante, Almeria, Amsterdam, Antalya, Athènes, Barcelone, Bari, Bâle-Mulhouse, Belfast, Belfast–International, Berlin, Bordeaux, Budapest, Catane, Copenhagen, Dalaman, Düsseldorf, Édimbourg, Enfidha, Faro, Fuerteventura, Funchal, Genève, Gibraltar, Glasgow, Gran Canaria, Hambourg, Hurghada, Innsbruck, Inverness, Île de Man, Jersey, Cracovie, Lanzarote, Larnaca, Lisbonne, Ljubljana, Lyon, Madrid, Malaga, Malte, Marrakech, Marseille, Minorque, Milan-Linate, Milan-Malpensa, Montpellier, Munich, Murcia, Nantes, Naples, Nice, Olbia, Palma de Mallorca, Paphos, Paris-Charles de Gaulle, Pisa, Porto, Prague, Rennes, Rome-Fiumicino, Sal, Seville, Sharm El Sheikh, Strasbourg, Tenerife–South, Thessaloniki, Turin, Valencia, Venice, Verona, Zurich Saisonnier: Bastia, Biarritz, Bodrum, Brest (resumes 25 June 2025), Brindisi, Burgas, Chania, Corfu, Dubrovnik, Figari, Friedrichshafen,[réf. nécessaire] Grenoble, Heraklion, Ibiza, İzmir, Kalamata, Kefalonia, Kittilä, Kos, La Rochelle, Luxor, Mykonos, Palermo, Preveza/Lefkada, Pula, Reykjavík–Keflavík, Rhodes, Rimini, Rovaniemi, Sälen-Trysil (begins 6 December 2025), Salerno, Salzburg, Santorini, Skiathos, Sofia, Split, Tivat, Tromsø, Zadar, Zakynthos |
| Emirates                      | Dubai–International, |
| Ethiopian Airlines            | Addis Ababa |
| FlyErbil                      | Erbil |
| Gulf Air                      | Bahrain |
| Iberia Express                | Madrid |
| Icelandair                    | Reykjavik–Keflavik |
| ITA Airways                   | Saisonnier: Rome-Fiumicino |
| JetBlue,                      | Saisonnier: Boston[réf. nécessaire] |
| Kenya Airways                 | Nairobi–Jomo Kenyatta (begins 2 July 2025) |
| KM Malta Airlines             | Malta |
| Mavi Gök Airlines             | Saisonnier: Antalya (begins 16 June 2025) |
| Norse Atlantic Airways        | Bangkok-Suvarnabhumi (à partir du 26 octobre 2025), Miami, New York-JFK, Orlando Saisonnier: Cape Town, Los Angeles |
| Norwegian Air Shuttle         | Bergen, Billund (begins 30 June 2025), Copenhage, Helsinki, Oslo, Stavanger, Stockholm-Arlanda, Trondheim Saisonnier: Ålesund, Gothenburg, Riga, Rovaniemi, Tromsø[réf. nécessaire] |
| Nouvelair                     | Tunis |
| Qatar Airways                 | Doha |
| Royal Air Maroc               | Casablanca Saisonnier: Tangier, |
| Royal Brunei Airlines         | Saisonnier: Bandar Seri Begawan (begins 22 July 2025) |
| Ryanair                       | Alicante, Cork, Dublin, Shannon |
| Saudia                        | Jeddah, Neom Bay |
| Singapore Airlines            | Singapour |
| Sky Alps                      | Bolzano |
| Sky Express                   | Athens |
| SunExpress                    | Antalya Saisonnier: Dalaman, İzmir, |
| Swiss International Air Lines | Zurich Saisonnier: Geneva |
| TAP Air Portugal              | Lisbon, Porto |
| TUI Airways                   | Agadir, Boa Vista, Cancún, Enfidha, Fuerteventura, Gran Canaria, Hurghada, Lanzarote, La Palma, Malaga, Marrakech, Montego Bay, Punta Cana, Sal, Charm el-Cheikh, Sainte-Lucie–Hewanorra (termine le 3 juin 2025), Tenerife-Sud Saisonnier : Alicante,[réf. nécessaire] Antalya,[réf. nécessaire] Banjul,[réf. nécessaire] Barbados,[réf. nécessaire] Bodrum,[réf. nécessaire] Budapest, Burgas,[réf. nécessaire] Chambéry,[réf. nécessaire] Chania,[réf. nécessaire] Corfu, Dakar–Diass,[réf. nécessaire] Dalaman,[réf. nécessaire] Dubrovnik, Düsseldorf (begins 24 November 2025),[réf. nécessaire] Faro,[réf. nécessaire] Geneva (resumes 20 December 2025), Girona,[réf. nécessaire] Goa–Mopa, Héraklion,[réf. nécessaire] Ibiza,[réf. nécessaire] Innsbruck,[réf. nécessaire] Ivalo,[réf. nécessaire] Jerez de la Frontera,[réf. nécessaire] Kavala,[réf. nécessaire] Kefalonia,[réf. nécessaire] Kittilä,[réf. nécessaire] Kos,[réf. nécessaire] Kuusamo,[réf. nécessaire] Lamezia Terme,[réf. nécessaire] Larnaca,[réf. nécessaire] La Romana, Luxor,[réf. nécessaire] Marsa Alam,[réf. nécessaire] Melbourne/Orlando,[réf. nécessaire] Menorca,[réf. nécessaire] Naples, Ohrid (resumes 27 May 2026), Olbia,[réf. nécessaire] Oslo,[réf. nécessaire] Palma de Mallorca,[réf. nécessaire] Paphos,[réf. nécessaire] Phuket,[réf. nécessaire] Preveza/Lefkada,[réf. nécessaire] Pula,[réf. nécessaire] Reus,[réf. nécessaire] Reykjavík–Keflavík,[réf. nécessaire] Rhodes,[réf. nécessaire] Rovaniemi,[réf. nécessaire] Sälen-Trysil (begins 21 December 2025), Salzburg,[réf. nécessaire] Samos,[réf. nécessaire] Skiathos,[réf. nécessaire] Sofia,[réf. nécessaire] Split,[réf. nécessaire] Thessaloniki,[réf. nécessaire] Toulouse,[réf. nécessaire] Turin,[réf. nécessaire] Verona,[réf. nécessaire] Zakynthos[réf. nécessaire] Charter saisonnier: Mauritius |
| Tunisair                      | Tunis |
| Turkish Airlines              | Istanbul |
| Turkmenistan Airlines         | Ashgabat |
| Uganda Airlines               | Entebbe (begins 18 May 2025), |
| Uzbekistan Airways            | Tashkent |
| Volotea                       | Brest |
| Vueling                       | A Coruña, Asturias, Barcelona, Bilbao, Florence, Málaga, Paris–Orly, Rome-Fiumicino, Santiago de Compostela, Seville, Valencia Saisonnier: Alicante |
| WestJet                       | Saisonnier: Halifax, St. John's |
| Wizz Air                      | Antalya, Athènes, Budapest, Istanbul, Jeddah, Kraków, Larnaca, Málaga, Medina (begins 1 August 2025), Milan-Malpensa, Prague, Rome–Fiumicino, Tel Aviv (resumes 2 June 2025), Varna, Venice, Vienna, Warsaw–Chopin (begins 2 August 2025), Wrocław (begins 17 June 2025) Saisonnier: Agadir,[réf. nécessaire] Catania,[réf. nécessaire] Dalaman,[réf. nécessaire] Faro,[réf. nécessaire] Grenoble,[réf. nécessaire] Hurghada, Lyon,[réf. nécessaire] Marrakesh,[réf. nécessaire] Podgorica,[réf. nécessaire] Sharm El Sheikh |

17 MAI 2025
Horrible présentation

## Projets
Gatwick a été inclus dans un certain nombre d'examens de la capacité aéroportuaire dans le sud-est de l'Angleterre. Les options d'extension ont inclus un troisième terminal et une deuxième piste, bien qu'un accord de 40 ans pour ne pas construire une deuxième piste ait été conclu en 1979 avec le West Sussex County Council .  opérations étendues permettraient à Gatwick de gérer plus de passagers qu'Heathrow aujourd'hui, avec un nouveau terminal entre deux pistes à grand espacement. Cela compléterait ou remplacerait le terminal sud, selon le trafic futur prévu. 

### Deuxième piste
La proposition de la direction de l'aéroport concernant une deuxième piste (au sud de la piste et de la frontière de l'aéroport) a été dévoilée en juillet 2013. Cette liste a été présélectionnée pour un examen plus approfondi par la Commission des aéroports en décembre 2013, et le rapport final de la commission a été publié en juillet 2015. 

### Extension du Terminal nord au sud
Une autre proposition viserait à étendre le terminal nord au sud, avec un pont pour passagers dans la zone actuellement occupée par des stands d'aéronef sans ponts à réaction .  Le projet de plan directeur de Gatwick (publié pour consultation le 13 octobre 2011) a apparemment abandonné le plan du pont passagers en faveur d'un satellite à mi-champ (à côté de la tour de contrôle) reliant au terminal nord dans le cadre d'un single élargi à l'horizon 2030. -piste, aéroport à deux terminaux.

### Liaison ferroviaire entre Gatwick et Heathrow
Fin 2011, le ministère des Transports (DfT) a également entamé une étude de faisabilité pour une liaison ferroviaire à grande vitesse entre Gatwick et Heathrow dans le cadre d'un plan combinant les aéroports en un « collectif » ou « hub virtuel », Heathwick. Le plan prévoit un itinéraire ferroviaire à grande vitesse parallèle à la M25, couvrant 56 km en 15 minutes. Les trains atteindraient des vitesses de 290 km/h, et les passagers n'auraient à passer par l'immigration (ou l'enregistrement) qu'une seule fois. Une proposition de 2018 pour une liaison ferroviaire à grande vitesse vers Heathrow, HS4Air, est actuellement examinée par le DfT. La proposition fait partie d'un schéma visant à relier les lignes de chemin de fer à haute vitesse 1 et haute vitesse 2 et à relier les villes régionales de Grande-Bretagne au tunnel sous la Manche. Le DfT répondra aux plans HS4Air à l'automne 2018. 
Le 1er juillet 2015, la Commission des aéroports a présenté son rapport final, recommandant l'expansion de l'aéroport d'Heathrow par opposition à Gatwick. Alors que la commission a reconnu les avantages de Gatwick et les conséquences environnementales relativement moins importantes que Heathrow, elle a estimé que les avantages économiques de Gatwick vs Heathrow n'étaient pas aussi grands, ni aussi étendus. Gatwick a contesté les conclusions.

## Histoire
Détenu par Heathrow Airport Holdings, l'aéroport a été vendu en octobre 2009 pour la somme de 1,51 milliard de livres sterling à Global Infrastructure Partners (en), une firme d'investissement américaine.